# 기계요소

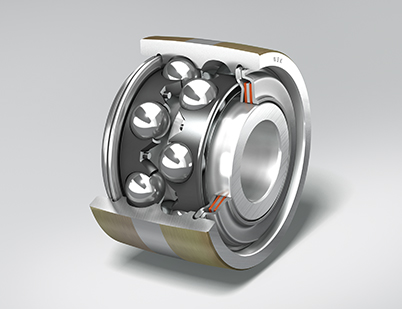

기계요소는 기계를 구성하는 최소의 기능 단위이다.
아무리 복잡한 기계 장치에서도, 단순한 기계요소를 조합해 구성된다. 기계요소의 상당수는 국제 표준화 기구(ISO)의 국제표준규격이나 등 각국의 국가 규격으로 규정되고 있는 경우가 많다.
요즈음은 메카트로닉스의 진전에 의해 많은 복잡한 메카니즘이 전자 회로나 마이크로 프로세서 편입 시스템에 얻어지고는 있지만, 기계적인 동작을 수반하는 부분이 남는 일도 아직 많아 기계요소를 이용한 설계나 기계요소 그 자체의 연구 개발은 여전히 중요한 공학상의 분야이다. 지금도 마이크로 머신의 연구를 하고 있지만, 현재 각 기계요소를 만드는 방법을 시행하고 있을 단계이다.

## 분류
- 체결 요소
- 전달 요소
- 액체 전달 요소
- 밀봉 요소
- 안내 요소
- 제어 요소
- 에너지의 변환 요
- 완충 요소

## 기계요소의 예
- 톱니바퀴(기어), 스프로켓
- 나사(볼트·너트)
- 지렛대
- 캠
- 링크 기구
- 축
- 베어링
- 용수철(스프링)
- 태엽 용수철
- 키
- 롤러 체인
- 씰 (공학)

## 같이 보기
- 기계공학
- 기계